# Mariusz Ochalski
Mariusz Ochalski (ur. 22 czerwca 1974 w Warszawie) – pułkownik Wojska Polskiego.

## Biografia
Mariusz Ochalski jest absolwentem Technikum Kolejowego w Warszawie, po zdaniu matury w 1994 rozpoczął służbę wojskową jako podchorąży na Wydziale Mechanicznym w Wojskowej Akademii Technicznej w Warszawie. W 1999 został wyznaczony na stanowisko dowódcy plutonu maszyn inżynieryjnych w 1 Brzeski pułk saperów im. Tadeusza Kościuszki. W następnych latach w tej samej jednostce pełnił służbę na stanowiskach dowódcy plutonu saperów, oficera wychowawczego w sztabie batalionu maszyn inżynieryjnych oraz zastępcy dowódcy kompanii inżynieryjnej. W 2002 objął obowiązki dowódcy kompanii inżynieryjnej, które pełnił do 2007. W ramach dyżuru SON, dowodząc kompanią inżynieryjną, uczestniczył ze swoim pododdziałem w misji pomocy Sojuszu Północnoatlantyckiego po trzęsieniu ziemi w Pakistanie w październiku 2005r. W 2007 roku objął obowiązki szefa sztabu batalionu wsparcia inżynieryjnego w 1 pułku saperów, a pod koniec 2007 roku rozpoczął służbę na stanowisku specjalisty w Szefostwie Wojsk Inżynieryjnych DWLąd, gdzie odpowiadał za przygotowanie pododdziałów inżynieryjnych do dyżurów SON oraz udziału w misji MINURCAT w Czadzie. W okresie od lipca 2010 do lipca 2013 pełnił obowiązki na stanowisku szefa zespołu szkoleń w Centrum Doskonalenia Inżynierii Wojskowej (MILENG COE) w Ingolstadt w Niemczech. Od sierpnia 2013 pełni obowiązki specjalisty w Szefostwie Inżynierii Wojskowej w Warszawie, a po zmianie struktur dowodzenia SZ RP w Zarządzie Inżynierii Wojskowej (ZIW) Inspektoratu Rodzajów Wojsk Dowództwa Generalnego Rodzajów Sił Zbrojnych. Od października 2014 do września 2017 dowodził batalionem wsparcia inżynieryjnego w 2 Mazowieckim pułku saperów im. gen. dyw. Tadeusza Kossakowskiego, ps. „Krystynek”. Od września 2017 wyznaczony na stanowisko starszego specjalisty w Oddziale Operacyjnym ZIW. Od 9 grudnia 2019 wyznaczony na stanowisko dowódcy 5 pułku inżynieryjnego w Szczecinie – Podjuchach. Obecnie pełni funkcję Zastępcy Szefa Zarządu Inżynierii Wojskowej Dowództwa Generalnego Rodzajów Sił Zbrojnych.

## Awanse
- podporucznik – 1999
- pułkownik – 2019

## Ordery i odznaczenia
- Srebrny Medal „Siły Zbrojne w Służbie Ojczyzny”
- Brązowy Medal „Siły Zbrojne w Służbie Ojczyzny”
- Srebrny Medal „Za Zasługi dla Obronności Kraju”
- Brązowy Medal „Za Zasługi dla Obronności Kraju”
- Medal „Gallantry Star”
- Medal NATO „Non Article-5 Operation” za udział w misji pomocy Sojuszu Północnoatlantyckiego po trzęsieniu ziemi w Pakistanie 2005- 2006.